# Coxicerberus insularis
Coxicerberus insularis är en kräftdjursart som beskrevs av Ronald Vonk och Wagner 1992. Coxicerberus insularis ingår i släktet Coxicerberus och familjen Microcerberidae. Inga underarter finns listade i Catalogue of Life.